# Gnypeta majuscula
Gnypeta majuscula är en skalbaggsart som först beskrevs av Thomas Casey 1906.  Gnypeta majuscula ingår i släktet Gnypeta och familjen kortvingar. Inga underarter finns listade i Catalogue of Life.